# Monument aux morts de la Première Guerre mondiale à Paraćin
Le monument aux morts de la Première Guerre mondiale à Paraćin (en serbe cyrillique : Споменик ратницима палим у Првом светском рату у Параћину ; en serbe latin : Spomenik ratnicima palim u Prvom svetskom ratu u Paraćinu) se trouve à Paraćin, dans le district Pomoravlje, en Serbie. Il est inscrit sur la liste des monuments culturels protégés de la République de Serbie (identifiant no SK 1684),,.

## Présentation
Le monument, érigé au centre de Paraćin, est constitué d'un socle de pierre rouge qui s'élève à environ 5 m ; il porte à son sommet une statue en bronze figurant un soldat serbe. Il est l'œuvre du sculpteur Đoka Jovanović, de l'ingénieur Sima Stambolić, du designer Bogoljub M. Popović et de l'entrepreneur Mijajlo Stojičević. Il a été inauguré le 1er décembre 1928, ainsi qu'en témoigne une plaque de marbre apposée sur le socle.
Le soldat a été représenté portant l'uniforme serbe de la période de la guerre, dans une attitude de combat, faisant un pas en avant et portant un fusil entre les mains. Le haut du socle est orné d'une frise peu profonde avec une couronne de laurier stylisée. Sur trois côtés, le socle abrite des plaques de marbre noir avec le nom des soldats tombés au combat ; sur une quatrième plaque, elle aussi en marbre noir, on lire : « PLUS GRANDE SOIT LA BÉNÉDICTION / AUX MORTS DE PARAĆIN / Dans les guerres de 1912-1918 / GLOIRE ET MERCI ».